# Pictured Life
«Pictured Life» es una canción de la banda alemana de hard rock y heavy metal Scorpions, publicada en 1977 como sencillo por RCA Records e incluida como la primera pista del álbum Virgin Killer de 1976. Escrita por Klaus Meine, Rudolf Schenker y Uli Jon Roth, recibió críticas favorables por parte de la prensa especializada, que destacó su música y una letra vívida pero difícil de saber de que trata.
Durante la década de 1970 estuvo presente en la lista de canciones que la banda interpretaba en vivo, de uno de sus conciertos realizados en Tokio en 1978 se grabó para el primer álbum en vivo de Scorpions, Tokyo Tapes. Posteriormente, ha figurado en varios de los álbumes recopilatorios y algunas de sus presentaciones en vivo han quedado registradas en las producciones Live At Wacken Open Air 2006 (2008) y MTV Unplugged - Live in Athens (2013).

## Composición y grabación
El guitarrista Rudolf Schenker compuso la canción antes de presentarse en un festival en Alemania, aunque no recuerda si fue en 1974 o 1975. Ese mismo día se la presentó a Uli Jon Roth, a quien le agradó el riff y junto con la ayuda de Klaus Meine, entre los tres la terminaron de escribir. El crítico Martin Popoff señaló que, a pesar de que es difícil saber de que trata su letra, «su imagen y el sentido de lo místico es palpable». Al igual que las demás canciones del álbum Virgin Killer, esta se grabó en el verano boreal de 1976 en los Dierks Studios de Colonia (Alemania).

## Comentarios de la crítica
«Pictured Life» fue uno de los dos sencillos publicados únicamente en Japón, para promocionar el álbum Virgin Killer. Por su parte, recibió críticas favorables por parte de la prensa especializada, por ejemplo el canadiense Martin Popoff comentó que poseía «una de las letras más vívidas de la banda». Jason Anderson del sitio web Allmusic señaló que, junto con «Virgin Killer», «tienen todas las habilidades de guitarra necesarias y feroces melodías de falsete para hacer que incluso el veterano de heavy metal más hastiado se llene de lágrimas de nostalgia». Eduardo Rivadavia para Ultimate Classic Rock mencionó que esta era una de las canciones en donde Schenker y Meine «perfeccionaron su oficio». Por su parte, Malcolm Dome la nombró «dinámica» y, junto con «Catch Your Train», «galopa positivamente».

## Interpretaciones en vivo
Durante la década de 1970, «Pictured Life» era una de las canciones que la banda interpretaba en vivo constantemente. En 1978, en uno de sus conciertos en Tokio, se grabó para el primera álbum en vivo de Scorpions, Tokyo Tapes (1978). A mediados de los años 2000, nuevamente figuró en las presentaciones en vivo. En 2006, junto con Uli Jon Roth como artista invitado, la interpretaron en el Wacken Open Air, cuya presentación salió al mercado en 2008 en formato DVD con el título de Live At Wacken Open Air 2006. Por su parte, en 2013 la arreglaron en formato acústico para el espectáculo en vivo MTV Unplugged - Live in Athens.

## Lista de canciones
| N.º | Título             | Escritor(es)          | Duración |  |
| 1.  | «Pictured Life»    | Schenker, Meine, Roth | 3:23     |  |
| 2.  | «Catch Your Train» | Schenker, Meine       | 3:32     |  |

## Músicos
- Klaus Meine: voz
- Rudolf Schenker: guitarra rítmica
- Uli Jon Roth: guitarra líder
- Francis Buchholz: bajo
- Rudy Lenners: batería